# Кример, Тимоти Джон
Тимоти Джон Кример (англ. Timothy John Creamer; род. 15 сентября 1959) — астронавт НАСА и полковник ВС США. Родился 15 ноября 1959 года в городе Форт Хуачака, штат Аризона, США.

## Образование
В 1982 году Тимоти Кример окончил колледж Лойолы в городе Балтимор, штат Мэриленд, со степенью бакалавра в области химии. Был призван в Армию США. В 1983 году с отличием окончил лётное училище, получив квалификацию пилота армейской авиации. Служил в 1-й бронетанковой дивизии командиром отделения, затем взвода, оператором полётов, офицером штаба штурмового вертолётного батальона. В 1987 году Тимоти Кримера переводят в 82-ю воздушно-десантную дивизию в качестве командира аэромобильной роты, затем назначают офицером по работе с личным составом 82-й авиационной бригады.
В 1992 году Тимоти Кример получил степень магистра в области физики в Массачусетском технологическом институте. После этого работал помощником профессора отделения физики Военной академии США.
В разное время Тимоти Кример окончил курсы армейских парашютистов, курсы парашютистов-инструкторов, школу личного состава Объединённых вооружённых сил США и командно-штабные курсы. Служил офицером по космическим операциям в Космическом командовании Армии США в городе Хьюстоне, штат Техас.

## Карьера в НАСА
В 1995 году Тимоти Кримера направляют на работу в Космический центр имени Линдона Джонсона. В качестве начальника группы комплексных испытаний он непосредственно участвовал в обеспечении восьми полётов орбитальных кораблей системы «Спейс шаттл».
В сентябре 2006 года Кример участвовал в 11-й подводной миссии НАСА по операциям в экстремальной окружающей среде.
Тимоти Кример прослужил шесть месяцев на МКС в качестве бортинженера и научного сотрудника во время миссий МКС-22/МКС-23. Он стартовал в космос на борту корабля «Союз ТМА-17» 20 декабря 2009 года и вернулся на Землю 2 июня 2010 года.
16 августа 2016 года Тимоти Кример стал первым астронавтом, получившим должность руководителя полёта в Космическом центре имени Линдона Джонсона в НАСА.

## Семейное положение
Тимоти Кример женат, в семье двое детей.

## Увлечения
Увлекается теннисом, бегом, велосипедным спортом, подводным плаванием, немецким языком, информационными технологиями. Радиолюбитель с позывным KC5WKI.

## Награды
- Медаль «За заслуги в освоении космоса» (12 апреля 2011 года) — за большой вклад в развитие международного сотрудничества в области пилотируемой космонавтики[3]